# الاستبصار في عجائب الأمصار
الاستبصار في عجائب الأمصار، كتاب يجمع بين أسلوب المسالك والممالك وأدب الرحلات، مؤلفه مراكشي مجهول، بدأ في تأليفه سنة 587هـ وانتهى منه سنة 591هـ.
طبعت أجزاء منه لأول مرة في فيينا وترجمت بعدها إلى الفرنسية، ثم أعيد طبع الكتاب كاملا في الإسكندرية مع ترجمة فرنسية للأجزاء الناقصة في الترجمة السابقة.

## المؤلف
مؤلف كتاب الاستبصار مؤلف مجهول، عاصر دولة الموحدين، ذكر في كتابه أنه قضى طفولته في مراكش ونشأ بها، كما يتبين من إشاراته أنه عاش ردحا من الزمن في فاس إذ أنه أطنب في وصفها على غير عادته، كما يظهر من خلال كتابه أنه كان من حاشية الملوك الموحدين، فهو كثيرا ما يصف معسكراتهم وتنقلاتهم وصف مشاهد، كما لا يفتر عن مدحهم والثناء على مآثرهم.

## منهج المؤلف
كتاب الاستبصار هو مؤلف جغرافي يغلب عليه الطابع الأدبي، جمع فيه المؤلف بين كتب المسالك والممالك من ناحية العرض والتنسيق، وكتب الرحلات من طريقة وصفه للبلاد فهو يصفها وصف مشاهد على غرار كتب الرحلات، إلا أنه لا يلتزم بأساليب الرحالة في توثيق حوادثهم الخاصة، فهو لم يعتني بذكر تاريخ دخوله للمدن التي زارها ولا زمن خروجه منها كما لم يوثق لمن التقى بهم في رحلته. يبدأ مؤلف الاستبصار كتابه برحلة يصف فيها معالم الحجاز والحرمين الشريفين ثم مصر ذاكرا ما فيها من العجائب إضافة لتاريخها وجغرافيتها، دون تفريق بين الحقائق والأساطير. وينتهي به المطاف في إفريقية حيث عثر على مادة دسمة لكتابه، فذكر مراسي الساحل في تونس والجزائر واصفا المدن وصفا لا يخلو من دقة وعمق وفائدة. وبعدها تفرغ للمدن الداخلية كفاس ومراكش وأغمات، إلا أنه عاد للحديث عن مدن الساحل فذكر بعضا من الحواضر المطلة على الأطلسي. وتميز كتابه بانحياز ومدح كبير للموحدين.

## المخطوطات
مخطوطة رقم ar 2225 بقسم المخطوطات بالمكتبة الأهلية الفرنسية بخط يد أحمد بن عبد الله بن أحمد بن محمد بن سعيد بن يحيى الحاحي التغماوي.

## الطبعات والترجمات
طبع جزء من الكتاب حققه ألفريد دو كريمر (بالفرنسية: Alfred de Kremer)‏ في فيينا سنة 1852. وترجم إدموند فانيان (بالفرنسية: Edmond Fagnan)‏ الكتاب سنة 1900 إلى الفرنسية. وفي سنة 1958 حقق سعد زغلول عبد الحميد الكتاب ونشرته جامعة الإسكندرية، مع ترجمة فرنسية للجزء الخاص بالحجاز ومصر، ثم أعادت نشره دار النشر المغربية في الدار البيضاء سنة 1985. وفي سنة 1986 أعادت دار الشؤون الثقافية نشر الكتاب في بغداد.

## روابط خارجية
طبعة سنة 1852 في فيينا.